# 习近平外交思想学习纲要
《习近平外交思想学习纲要》是一本讲述中共中央总书记习近平新时代中国特色社会主义思想中外交方面思想理论的书籍。该书由中共中央宣传部、外交部组织编写，人民出版社、学习出版社联合出版，于2021年8月16日在中国大陆发行。

## 额外参考
- 习近平新时代中国特色社会主义思想
  - 习近平总书记重要讲话精神
- 习近平外交思想研究中心